# Dubai Desert Classic 2014
De Dubai Desert Classic van 2014 - officieel de Omega Dubai Desert Classic 2014 - was een golftoernooi, dat van 30 januari tot en met 2 februari 2014 werd gespeeld op de Emirates Golf Club in Dubai. Het toernooi maakte deel uit van de Europese PGA Tour 2014 en het totale prijzengeld bedroeg US$ 2.500.000.
Titelverdediger was Stephen Gallacher die vorig jaar, in 2013, het toernooi won met 22 slagen onder par.
Dit jaar is de 25ste editie van de Dubai Desert Classic en ter viering van de 25ste editie worden alle voormalige winnaars  uitgenodigd. Severiano Ballesteros won het in 1992 en is de enige van hen die niet meer leeft, hij wordt vertegenwoordigd door zijn oudste zoon Javier Ballesteros. Of alle voormalige winnaars zullen spelen, is nog niet bekend. De voormalige winnaars zijn: 
| - Mark James (1989) - Eamonn Darcy (1990) - Severiano Ballesteros (1992) - Wayne Westner (1993) - Ernie Els (1994, 2002, 2005) - Fred Couples (1995) - Colin Montgomerie (1996) | - Richard Green (1997) - José María Olazabal (1998) - David Howell (1999) - José Cóceres (2000) - Thomas Bjørn (2001) - Robert-Jan Derksen (2003) - Mark O'Meara (2004) | - Tiger Woods (2006, 2008) - Henrik Stenson (2007) - Rory McIlroy (2009) - Miguel Ángel Jiménez (2010) - Alvaro Quiros (2011) - Rafa Cabrera Bello (2012) - Stephen Gallacher (2013) |

## Verslag

### Ronde 1
Edoardo Molinari speelde met -7 zijn beste ronde van dit jaar, maar eindigde met een bogey op een par 5. Rory McIlroy maakte daar een birdie en ging aan de leiding met -9. Van de Nederlanders bracht alleen Joost Luiten een redelijke score binnen. Tiger Woods, die weer de nummer 1 op de wereldranglijst is, deelt met -4 de 10de plaats met zes andere spelers. Henrik Stenson, de nummer 2, deelt de 35ste plaats met Luiten.

### Ronde 2
Rory McIlroy vervolgde met een ronde van 70 en dat was goed genoeg om aan de leiding te blijven. De 23-jarige Brooks Koepka, die al in de top-100 van de wereld staat, maakte een ronde van 65 en eindigde op de 2de plaats. Joost Luiten speelde een degelijke ronde, maar Derksen en Huizing misten de cut. 

### Ronde 3
McIlroy en Koepka speelden samen in de laatste partij. Na 12 holes stonden ze gelijk op -13. Stephen Gallacher maakte zijn eerste birdie pas op hole 9, maar daarop volgden 4 birdies en een eagle waarna hij op hole 15 ook op -13 stond. Gallacher maakte daarna npg 3 birdies; hij eindigde na een ronde van -9, gelijk aan het toernooirecord, alleen op de eerste plaats.

### Ronde 4
Gallacher speelde een ronde van 72 en dat bleek goed genoeg te zijn om te winnen. Emiliano Grillo eindigde met een eagle en eindigde daardoor boven Romain Wattel en Brooks Koepka op de 2de plaats. 
- Scores

| Naam               | R2D | OWGR | Score R1 | Score R1 | Nr  | Score R2 | Score R2 | Totaal | Nr  | Score R3 | Score R3 | Totaal | Nr  | Score R4 | Score R4 | Totaal | Nr  |
| ------------------ | --- | ---- | -------- | -------- | --- | -------- | -------- | ------ | --- | -------- | -------- | ------ | --- | -------- | -------- | ------ | --- |
| Stephen Gallacher  | 42  | 67   | 66       | -6       | T   | 71       | -1       | -7     | T7  | 63       | -9       | -16    | 1   | 72       | par      | -16    | 1   |
| Emiliano Grillo    | 119 | 268  | 71       | -1       | T41 | 67       | -5       | -6     | T   | 69       | -3       | -9     | T16 | 66       | -6       | -15    | 2   |
| Brooks Koepka      | 138 | 93   | 69       | -3       | T17 | 65       | -7       | -10    | T2  | 70       | -2       | -12    | T3  | 70       | -2       | -14    | T3  |
| Thorbjørn Olesen   | 37  | 60   | 71       | -1       | T41 | 68       | -4       | -5     | T20 | 65       | -7       | -12    | T3  | 71       | -1       | -13    | T5  |
| Edoardo Molinari   | 8   | 103  | 65       | -7       | 2   | 72       | par      | -7     | T6  | 68       | -4       | -11    | T5  | 71       | -1       | -12    | T9  |
| Rory McIlroy       | 22  | 6    | 63       | -9       | 1   | 70       | -2       | -11    | 1   | 69       | -3       | -14    | 2   | 74       | +2       | -12    | T9  |
| Joost Luiten       | 8   | 43   | 70       | -2       | T36 | 69       | -3       | -5     | T20 | 70       | -2       | -7     | T19 | 70       | -2       | -9     | T23 |
| Daan Huizing       | 132 | 192  | 73       | +1       | T83 | 74       | +2       | +3     | MC  |          |          |        |     |          |          |        |     |
| Robert-Jan Derksen | 61  | 233  | 74       | +2       | T95 | 74       | +2       | +4     | MC  |          |          |        |     |          |          |        |     |

| Leider |  | Toernooirecord |  | MC = missed cut = cut gemist |  | R2D |  | OWGR |

## Spelers
| - Matthew Baldwin - Seve Benson - Gaganjeet Bhullar - Thomas Bjørn - Richard Bland - Grégory Bourdy - Kristoffer Broberg - Rafa Cabrera Bello - François Calmels - Michael Campbell - Jorge Campillo - Alejandro Cañizares - Johan Carlsson - Magnus A. Carlsson - Paul Casey - Marco Crespi - Carlos Del Moral - Robert Dinwiddie - Chris Doak - Jamie Donaldson - David Drysdale - Simon Dyson - Ernie Els - Nacho Elvira - Niclas Fasth - Darren Fichardt - Ross Fisher - Tommy Fleetwood - Mark Foster - Marcus Fraser - Stephen Gallacher (2013) - Ricardo González - Branden Grace - Emiliano Grillo | - JB Hansen - Søren Hansen - Peter Hanson - Tyrrell Hatton - Grégory Havret - Michael Hoey - David Horsey - David Howell - Daan Huizing - Mikko Ilonen - Raphaël Jacquelin - Thongchai Jaidee - Scott Jamieson - Jin Jeong - Miguel Ángel Jiménez - Roope Kakko - Shiv Kapur - Robert Karlsson - Maximilian Kieffer - Sihwan Kim - Søren Kjeldsen - Brooks Koepka - Jbe' Kruger - Pablo Larrazábal - Paul Lawrie - Peter Lawrie - Craig Lee - Thomas Levet - Alexander Levy - Tom Lewis - José-Filipe Lima - Shane Lowry - Joost Luiten - Morten Ørum Madsen | - Matteo Manassero - Gareth Maybin - Damien McGrane - Rory McIlroy - Jamie McLeary - Edoardo Molinari - Francesco Molinari - Colin Montgomerie - Garth Mulroy - Matthew Nixon - Thorbjørn Olesen - Adrian Otaegui - Hennie Otto - John Parry - Andrea Pavan - Eddie Pepperell - Julien Quesne - Alvaro Quiros - Victor Riu - Eduardo de la Riva - Robert Rock - Brett Rumford - Ricardo Santos - Marcel Siem - Jeev Milkha Singh - Lee Slattery - Henrik Stenson - Richard Sterne - Andy Sullivan - Graeme Storm - Simon Thornton - Peter Uihlein - Anthony Wall - Dawie van der Walt | - Justin Walters - Paul Waring - Marc Warren - Romain Wattel - Steve Webster - Peter Whiteford - Bernd Wiesberger - Danny Willett - Chris Wood - Fabrizio Zanotti - Jaco Van Zyl Invitaties - José Cóceres (2000) - Fred Couples (1995) - John Daly - Barry Lane - Derek McKenzie - Seung-yul Noh - Mark O'Meara (2004) Voormalige winnaars - Robert-Jan Derksen (2003) - Richard Green (1997 - José María Olazabal (1998) - Tiger Woods (2006, 2008) Nationale rangorde - Lee Corfield - Scott Hend - Zane Scotland - Faycal Serghini - Stephen Dodd Amateurs - Javier Ballesteros - Mustapha El Maouas |

2010 · 2011 · 2012 · 2013 · 2014
 South African Open Championship ·
 Alfred Dunhill Championship ·
 Nedbank Golf Challenge ·
 Hong Kong Open ·
 Nelson Mandela Championship ·
 Volvo Golf Champions ·
 Abu Dhabi Golf Championship ·
 Commercialbank Qatar Masters ·
 Dubai Desert Classic ·
 Joburg Open ·
 Africa Open ·
 WGC-Accenture Match Play Championship ·
 Tshwane Open ·
 WGC-Cadillac Championship ·
 Trophée Hassan II ·
 EurAsia Cup ·
 NH Collection Open ·
 The Masters ·
 Maybank Malaysian Open ·
 Volvo China Open ·
 The Championship at Laguna National ·
 Madeira Islands Open ·
 Open de España ·
 BMW PGA Championship ·
 Nordea Masters ·
 Lyoness Open ·
 US Open ·
 Iers Open ·
 BMW International Open ·
 Open de France ·
 Scottish Open ·
 The Open Championship ·
 M2M Russian Open ·
 WGC-Bridgestone Invitational ·
 US PGA Championship ·
 Made in Denmark ·
 D+D Real Czech Masters ·
 Italiaans Open ·
 European Masters ·
 KLM Open ·
 Wales Open ·
 Ryder Cup ·
 Alfred Dunhill Links Championship ·
 Portugal Masters ·
 Volvo World Match Play Championship ·
 Perth International ·
 BMW Masters ·
 WGC-HSBC Champions ·
 Turks Open ·
 Dubai World Championship